# Menophra engys
Menophra engys là một loài bướm đêm trong họ Geometridae.